# Rosuvastatine
Rosuvastatine behoort tot de groep geneesmiddelen die cholesterolsyntheseremmers of statines worden genoemd. Het is een specifieke competitieve remmer van hydroxymethylglutarylco-enzym A-(HMG-CoA-)reductase, een enzym dat een essentiële rol speelt bij de biosynthese van cholesterol. Remming van deze synthese heeft onder andere toename van het aantal LDL-receptoren in de lever tot gevolg; dit resulteert in verlaging van de LDL-cholesterolplasmaspiegel. Het verlaagt daarnaast tevens apolipoproteïne B en triglyceriden en verhoogt het HDL-cholesterol en apolipoproteïne A.
Werking: binnen twee weken wordt gewoonlijk 90% van de maximale respons bereikt; maximaal binnen vier weken.

## Indicaties
- Aanvulling op dieet bij primaire hypercholesterolemie, waaronder familiaire hypercholesterolemie (incl. de heterozygote variant), gecombineerde hyperlipidemie, indien dieet en andere maatregelen alléén niet voldoende zijn.
- Bij homozygote familiaire hypercholesterolemie als aanvulling bij andere lipidenverlagende behandelingen of alleen als andere lipidenverlagende behandelingen niet zijn aangewezen.
- Preventie van ernstige cardiovasculaire voorvallen bij een groot risico op een eerste cardiovasculair voorval, als aanvulling op de correctie van andere risicofactoren.

## Kinetische gegevens
- Biologische beschikbaarheid = 20% door groot first-pass-effect in de lever.
- Maximale spiegel = ca. 5 uur.
- Verdelingsvolume = 1,9 L/kg.
- Rosuvastatine wordt vooral door het leverweefsel opgenomen via het membraantransporteiwit OATP–C. De plasmaconcentratie kan bij ernstige nierinsufficiëntie (creatinineklaring < 30 ml/min) tot driemaal toenemen, bij ernstige leverinsufficiëntie minstens tweemaal.
- Plasma-eiwitbinding: ca. 90%.
- Metabolisering: ca. 10% wordt gemetaboliseerd (o.a. door CYP2C9), vooral tot de N-desmethylmetaboliet, die ca. 50% minder actief is dan rosuvastatine, en de inactieve lactonmetaboliet.
- Eliminatie: ca. 90% onveranderd met de feces en de rest met de urine. T1/2el = ca. 19 uur.
- Eliminatiehalveringstijd = 19 uur.

## Nevenwerkingen
- Soms
  - Maag-darmklachten (misselijkheid, buikpijn, obstipatie)
  - Hoofdpijn, duizeligheid
  - Huiduitslag en jeuk
  - Verkoudheid
  - Geheugenstoringen
  - Gevoel van zwakte
- Zelden
  - Spierpijn en spierzwakte
  - Benauwdheid
- Zeer zelden
  - Leverontsteking
  - Ernstige overgevoeligheidsreactie
  - Longvliesontsteking vastgesteld 1 geval op 60.000 patiënten

## Wisselwerkingen
- Ciclosporine, een afweeronderdrukkend middel, 7x hogere spiegel en heeft hierdoor een contra-indicatie
- Gemfibrozil (Lopid] = ander cholesterol- en vetverlagend middel, contra-indicatie bij 40mg of meer atorvastatine
- Acenocoumarol (Sintrom) en Fenprocoumon (Marcoumar) = bloedverdunners